# Pedro Antonio Olañeta
Pedro Antonio Olañeta Marquiegui (Elgueta, Guipúzcoa;España 16 de noviembre de 1770-Tumusla, provincias del Alto Perú; 2 de abril de 1825) fue un militar español de destacada actuación en el Ejército realista del Alto Perú, donde dirigió la última campaña que se llevó a cabo en este territorio contra las tropas independentistas. Murió como consecuencia de las heridas sufridas durante la Batalla de Tumusla. El 27 de mayo de 1825 fue nombrado virrey del Río de la Plata –nombramiento expedido el 17 de julio– por el rey Fernando VII, quien desconocía que Olañeta ya había fallecido en abril.

## Biografía
Pedro Antonio Olañeta nació del matrimonio entre Pedro Joaquín Olañeta y Úrsula de Marquiegui Sostoa. Su primo hermano, Miguel, fue padre del jurista boliviano Casimiro Olañeta.
Fue hijo de una familia de Guipúzcoa, emigró a América con su tío Pedro Marquiegui hacia 1787. Su padre, Joaquín Olañeta fijó su residencia en Tupiza y en la zona de Potosí y Salta, Se dedicarían al comercio entre Salta y Tupiza, traficando con lana, alcohol, coca y esclavos, además de dedicarse a empresas mineras. Olañeta ingresaría en los cuerpos de milicias. Con motivo de su profesión fue apodado como el contrabandista por sus adversarios. Pedro Olañeta alcanzó una gran fortuna con sus actividades mercantiles, sobre todo entre el Virreinato del Perú y el Virreinato del Río de la Plata, Olañeta sería dueño de la hacienda San Lucas, en las cercanías de Santiago del Estero y, de minas en Portugalete y Choroma. Se casó en Jujuy con Josefa Raymunda Marquiegui Iriarte, su prima hermana, hermana de Guillermo Marquiegui –primo hermano de Pedro–, con la que tuvo cinco hijos (Genara, Pedro José Seferino, Manuel Ventura, Bentura María y Andrea) y llegó a poseer una estancia. Aunque tuvo también dos parejas con las que también tuvo hijos.
Fue el último Mariscal español del continente con ese grado militar, también sería el último Virrey español pero falleció antes de ser efectivo ese nombramiento por Fernando VII. 

### Familia
Padres:
- Pedro Joaquín Olañeta: nació en Elgueta, Guipúzcoa, País Vasco, España, hijo de Juan Ignacio de Olañeta Albistegui y de María Antonia Obiaga Sostoa Aranburua.
- Úrsula de Marquiegui Sostoa: nació en Elgueta, Guipúzcoa, País Vasco, España, hija de Agustín Marquiegui Iriarte y de Ana María Sostoa.

Hermanos:
- Gaspar Antonio de Olañeta y Marquiegui: nació el 22 de noviembre de 1778, en Elgueta, España.[7]
- Pedro Francisco de Olañeta y Marquiegui: nació en 1776, en Elgueta, España; murió en 1789, La Plata, Chuquisaca.
- Andrea de Olañeta y Marquiegui (Iriarte)

Primos hermanos:
- Dr. José Mariano de Olañeta Y Ocampo: nació el 3 de noviembre de 1795, en Cuzco, hijo de Juan José de Olañeta Albistegui y de María Josefa de Ocampo y Navia; murió en 1868.
- María Josefa de Olañeta y Ocampo: nació en 1810, en Cuzco, hija de Juan José de Olañeta Albistegui y de María Josefa de Ocampo y Navia
- Simón de Olañeta: hijo de Juan José de Olañeta Albistegui y de María Josefa de Ocampo y Navia
- Col. Guillermo Marquiegui: nació en 1777, en San Salvador de Jujuy, hijo de Ventura Marquiegui y de María de la Asunción Felipa de Iriarte y Goyechea; murió en 1832, en San Salvador de Jujuy.
- Casimiro Marquiegui: nació en 1785, en Jujuy, hijo de Ventura Marquiegui y de María de la Asunción Felipa de Iriarte y Goyechea; murió en 1830.
- Cap. Felipe Bartolomé Marquiegui Iriarte: nació en 1789, en Jujuy, hijo de Ventura Marquiegui y de María de la Asunción Felipa de Iriarte y Goyechea; murió en 1845, en Jujuy, Argentina.
- María Dolores Marquiegui: nació el 20 de octubre de 1792 hija de Ventura Marquiegui y de María de la Asunción Felipa de Iriarte y Goyechea.
- María Mercedes Marquiegui: nació el 20 de octubre de 1792 hija de Ventura Marquiegui y de María de la Asunción Felipa de Iriarte y Goyechea
- Josefa Raymunda Marquiegui Iriarte: nació en 1797, en Jujuy, hija de Ventura Marquiegui y de María de la Asunción Felipa de Iriarte y Goyechea; murió en Jujuy.
- Atanacia Marquiegui: hija de Ventura Marquiegui y de María de la Asunción Felipa de Iriarte y Goyechea.
- Miguel de Olañeta Marquiegui: nació en 1762, en España, hijo de Ángel Alejo de Olañeta y de Máxima Martina Marquiegui Sostoa; murió en 1832, en La Plata, Chuquisaca. Contrajo nupcias con Rafaela de Güemes y Martiarena, tuvo un hijo Josef Joaquín Casimiro Olañeta y Güemes

Relaciones:
- Josefa Raymunda Marquiegui Iriarte (prima hermana): nació en 1797, en Jujuy, hija de Ventura Marquiegui y de María de la Asunción Felipa de Iriarte y Goyechea; murió en Jujuy. Contrajeron nupcias el 11 de noviembre de 1810 en San Salvador de Jujuy.
- María Zelaya (Pareja de Pedro): nació el 24 de agosto de 1788, Tupiza, Potosí.
- María Dolores Herboso (Mulata esclava del Conde de San Miguel de Carma): nació en 1772.

Hijos:
- Domingo Olañeta (Hijo natural con Dominga Herboso): en 1794.
- José Simeon Olañeta (con María Zelaya): en 1806. Coronel del ejército y Jefe superior de la provincia de Chichas.
- Pedro Olañeta (con María Zelaya): en 1808. Mayor general del Ejército. Ministro de guerra en el gobierno de Mariano Melgarejo.
- Genara Olañeta Marquiegui (Iriarte): en 1816.
- Pedro José Seferino de Olañeta y Marquiegui (Iriarte): en 1817. Capitán del ejército. Murió en la Batalla de Yamparáez en 1848.
- Manuel Ventura de Olañeta y Marquiegui (Iriarte): en 1820.
- Bentura María de Olañeta y Marquiegui (Iriarte): en 1821. Murió en la infancia.

## Campañas militares
Al producirse la Revolución de Mayo en 1810, la actitud de este terrateniente –que ya tenía algunas características de caudillo– fue vacilante, volcándose luego de un modo absoluto (y absolutista) al bando "realista" (es decir, proespañol) al notar que las nuevas autoridades ponían en riesgo sus poderes semifeudales. De este modo es que participó como comandante en las campañas contra las incursiones de los independentistas argentinos contra el Alto Perú, estando entonces Olañeta a las órdenes del general José Manuel de Goyeneche. Destacó en sus acciones contra los insurgentes en la Provincia de Jujuy, zona que atacó en repetidas ocasiones y cuya capital consiguió ocupar en 1817, hasta que fue rechazado por los gauchos de Martín Miguel de Güemes, si bien este caudillo patriota falleció a consecuencia de las heridas sufridas en una escaramuza con los soldados de Olañeta. Más tarde ascendió a coronel y permaneció bajo el mando de Joaquín de la Pezuela. 
Fue ascendido a brigadier, y tuvo que aceptar el mando del virreinato de José de la Serna e Hinojosa en 1821. En 1821, su sobrino Casimiro Olañeta, en complicidad con José Mariano Serrano, nacido en Chuquisaca, y Bernabé Aráoz, gobernador de Tucumán, planifican el asesinato de Martín Miguel de Güemes, General en Jefe de la Vanguardia del Ejército Auxiliar del Perú. En los primeros días de junio de ese año, Pedro Antonio Olañeta envía 300 soldados a Salta, quienes ingresan amparados por los nombrados y otros miembros de la oligarquía salteña. El 7 de junio, aprovechando que el gobernador Güemes viene a la ciudad a visitar a su hermana Macacha, escoltado solamente por 25 soldados de su guardia de Infernales, le tienden una emboscada que logra herirlo de muerte, ya que fallece el día 17 a consecuencias de esa herida.
De simpatías absolutistas se rebeló contra la autoridad del virrey del Perú, y en comunicación con Bolívar favoreció indirectamente la derrota de La Serna en las campañas de Junín y Ayacucho, pero seguidamente el mismo fue derrotado y muerto al año siguiente mientras intentaba resistir el avance patriota en el Alto Perú

## Rebelión en el Alto Perú
Participó en las campañas realistas de 1823. Su condición de absolutista convencido, contrario a la revolución liberal que sufrió España durante el reinado de Fernando VII, terminó por enfrentarle con La Serna, y sublevándose contra su autoridad se autoproclamó "único defensor del altar y del trono". Olañeta, sin embargo había estado en comunicación con Bolívar, y dio comienzo el 15 de enero de 1824 a la llamada Rebelión de Olañeta, que fue combatida por fuerzas del virreinato peruano al mando de Jerónimo Valdés, hasta su repliegue el 17 de agosto de 1824, en razón de los avances de Simón Bolívar tras la Batalla de Junín. 

Los españoles huyen despavoridos abandonando las más fértiles provincias, mientras el general Olañeta ocupa el Alto Perú con un ejercito verdaderamente patriota y protector de la libertad.
Bolivar, 13 de agosto de 1824.

El convenio de Tarapaya de 9 de marzo de 1824 con el general Valdés segregó el mando del Alto Perú en favor de Olañeta, desde el río Desaguadero hasta Potosí. Después de la derrota de La Serna en la Batalla de Ayacucho el general Olañeta lideró un pequeño grupo de militares resistentes en el Alto Perú que se negaron a aceptar la Capitulación de Ayacucho limitada hasta el río Desaguadero, en que por tanto no estaban comprendidos en ella. Pero esta situación fue apenas una anécdota, dado que el avance de Sucre sobre el Alto Perú era imparable y, en 1825, tras caer La Paz el 29 de enero, lo mismo ocurrió con Potosí el 29 de marzo, donde Olañeta había concentrado sus tropas. Cuatro días más tarde, en un intento desesperado por resistir, Olañeta murió el 1 de abril a consecuencia de las heridas recibidas en la batalla del Tumusla el día anterior por el Coronel Carlos Medinaceli. 
En la Península ibérica, el rey Fernando VII tras tener conocimiento de la capitulación de Ayacucho de la mano de Casariego, procedió el 12 de julio de 1825 al nombramiento a Olañeta como capitán, gobernador y virrey del Río de la Plata, nombramiento que fue realizado cuando ya este había fallecido sin saberlo aún el rey.

## La Batalla de Tumusla
El Mariscal de campo Olañeta, luego de recibir una carta de Medinaceli, donde preservando la vida de sus tropas le pedía capitular ante la inminente derrota frente a las tropas patriotas; se puso en movimiento para enfrentarlo. Retrocedió del punto donde estaba y se dirigió a Cotagaita con 700 hombres. Mientras tanto Medinaceli había tomado posiciones en el río Tumusla, donde  Olañeta lo atacó el 1 de abril de 1825. El combate inició a las 3 y concluyó cuatro horas después a las siete de la tarde. Herido por tiros de fusil, Olañeta cayó en tierra, a cuya vista sus soldados se dispersaron, entregándose algunos al jefe vencedor. Olañeta falleció al día siguiente, el 2 de abril. 
Al respecto la Real Academia de Historia Española señala:
"Derrotado en Tumusla, el 1 de abril de 1825, por las tropas del coronel Medinaceli, falleció al día siguiente a consecuencia de las heridas recibidas." 
Ese mismo día Medinaceli remitió el parte de la batalla al mariscal Sucre.

El general Olañeta, que había evacuado Potosí el 28, tuvo un encuentro con una partida nuestra el 1º del corriente y, siendo completamente derrotado y herido, murió el 2. Antonio José de Sucre, Potosí, 6 de abril de 1825.

Según Stevenson, citado por Camba, dice que Medinaceli tomó 200 prisioneros de tropa y más de 20 oficiales, bagajes, municiones, etc. Fue este el último combate de tropas regulares por la independencia de Bolivia. Días después, el 7 de abril, perseguido por Medinaceli y Burdett O'Connor, José María Valdez al frente de 200 supervivientes se rindió en Chequelte, ante el general Urdininea, poniendo fin al dominio español en el Alto Perú. Tres meses más tarde, Fernando VII concedió al fallecido Olañeta el nombramiento de virrey del Río de la Plata.